# Богорија
Богорија је слано језеро у Великој раседној долини, у вулканском подручју северно од Екватора у Кенији. Налази се 120 km северно од града Накуру и 240 km северно од Најробија. Познато је по великом броју алги које привлаче милионе фламингоса. Под заштитом је још од 1973. године, Рамсарска конвенција га је заштитила 2001, а 2011. године је уписано на УНЕСКО-ву светску баштину у Африци заједно са другим повезаним плитким кенијским језерима Велике раседне долине (Елментејта и Накуру).

## О језеру
Језеро је алкално и богато натријумом. Просечна дубина је од 5 m. Достиже pH од 10,5 са високим садржајем растопљене соли (двоструко вишим него у морској води). Налази се у Великој раседној долини и заједно са друга два повезана плитка језера представља једну целину уписану у УНЕСКО-ву светску баштину. Ова три језера су пресудни део једног од највећих миграторних путева на свету, пружајући зимски дом за више од 100 миграторних врста птица. На северу језера се налази мочвара Кесубо, а на истоку литице Сирако који заједно са језером чине Национални парк језера Богорија. Језеро добија воду само из топлих извора и река Сандаи и Емсос, али нема отицања воде из језера. Пошто нема отицања ниво језера се регулише падавинама, рекама и топлим изворима. Богато је модро-зеленим алгама (Spirulina platensis) и другим микроорганизмима које су главни извор хране за мање фламингосе који могу да достигну број од пола милиона јединки, па чак и до 2 милиона јединки. Половина популације малих фламингоса обитава на језеру Богорија. Обиље хране погодује да ту буде настањено чак 135 врста птица и самим тим представља орнитолошки рај. У самом језеру и око њега су многобројни топли извори са мноштвом гејзира. На неколико локација се може видети одједном на десетине гејзира.

### Врући извори и гејзири
Око језера Богорија налази се око 200 врелих извора са температуром воде од 39 до 98,5 °C. Скоро сви ови извори су веома близу језера или - чак и у језеру. Топли извори имају висок садржај угљен-диоксида, тако да врло бурно кључају. Сви гејзири су ниско лоцирани. Скоро су у нивоу језера или чак испод њега. Због промена нивоа језера, неки гејзири су преплављени и заустављају своју активност, али неки други почињу експлодирати. Целе колоније специфичних микроорганизама повезане су са овим врелим изворима и гејзирима.

### Екосистем
Када се поремети еколошка равнотежа језера Накуру, језеро Богорија постаје омиљено место за исхрану и гнежђење мањих фламингоса. Нарочито су важна мочварна подручја за многе угрожене птичје врсте. Биодиверзитет птичјих врста је изузетан и ово је важно место за подршку угроженим врстама. Ту живи и преко 300 врста водених птица. Нарочито је важно за северне миграторске водене врсте птица.

#### Флора
Око језера су шуме акације (Acacia Salvadora), предели обрасли густом травом, а у мочварним деловима су жбунови папируса. Доминира Sporobolus spicatus и Sporobolus laevigatus, познате и као слане траве које припадају халофитама.

#### Фауна
Највеђи је број мањих фламингоса који чак чине половину светске популације. Ту се још налезе и велика чапља, афрички орао рибар (Haliaeetus vocifer), афрички црни орао (Aquila verreauxii) и црно-бели водомар (Ceryle rudis).
Ту живе и сисари: Ротшилдова жирафа, црни носорог, лав, гепард, дивљи пас, велики куду (Tragelaphus strepsiceros), биво као и многи мали сисари. Велики куду или шумска антилопа је угрожена врста и налази се у црвеној књизи фауне IUCN.

## Туризам
Туризам је изузетно развијен, као и посматрање птица. Организују се и туре сафарија дуж целог националног парка.

## Галерија
- Географска карта
- Сателитски снимак
- Фламингоси на језеру Богорија
- Гејзир на језеру Богорија